# Dendropsophus amicorum
Dendropsophus amicorum är en groddjursart som först beskrevs av Abraham Mijares-Urrutia 1998.  Dendropsophus amicorum ingår i släktet Dendropsophus och familjen lövgrodor. IUCN kategoriserar arten globalt som akut hotad. Inga underarter finns listade i Catalogue of Life.